# Lijst van bewindslieden voor het NSC
Dit is een lijst van bewindslieden voor Nieuw Sociaal Contract (NSC). Het betreft alle politici die voor NSC minister of staatssecretaris in een Nederlands kabinet zijn of zijn geweest.
| Ambtsbekleders | Ambtsbekleders | Ambtsbekleders                            | Functie(s)                                            | Periode                        | Kabinetten |
| -------------- | -------------- | ----------------------------------------- | ----------------------------------------------------- | ------------------------------ | ---------- |
|                |                | mr. N. (Nora) Achahbar (1982)             | Staatssecretaris van Financiën                        | 2 juli 2024 – 15 november 2024 | Schoof     |
|                |                | dr. E.E.W. (Eppo) Bruins (1969)           | Minister van Onderwijs, Cultuur en Wetenschap         | 2 juli 2024 – heden            | Schoof     |
|                |                | dr. Y.J. (Eddy) van Hijum (1972)          | Minister van Sociale Zaken en Werkgelegenheid         | 2 juli 2024 – heden            | Schoof     |
|                |                | drs. F.L. (Folkert) Idsinga (1972)        | Staatssecretaris van Financiën                        | 2 juli 2024 – 1 november 2024  | Schoof     |
|                |                | drs. T. (Tjebbe) van Oostenbruggen (1979) | Staatssecretaris van Financiën                        | 15 november 2024 – heden       | Schoof     |
|                |                | mr. dr. T.H.D. (Teun) Struycken (1969)    | Staatssecretaris van Justitie en Veiligheid           | 2 juli 2024 – heden            | Schoof     |
|                |                | mr. J.J.M. (Judith) Uitermark (1971)      | Minister van Binnenlandse Zaken en Koninkrijsrelaties | 2 juli 2024 – heden            | Schoof     |
|                |                | drs. C.C.J. (Caspar) Veldkamp (1964)      | Minister van Buitenlandse Zaken                       | 2 juli 2024 – heden            | Schoof     |
|                |                | drs. D.E.M.C. Jansen (1970)               | Minister van Volksgezondheid, Welzijn en Sport        | 19 juni 2025 – heden           | Schoof     |